# 北埃蒙斯 (北達科他州)
北埃蒙斯（英語：North Emmons）是位於美國北達科他州埃蒙斯縣的一個未組織地區。

## 地方資料
北埃蒙斯的面積為2050.89平方千米，當中陸地面積為2005.48平方千米，而水域面積為45.40平方千米。根據2010年美國人口普查的數據，當地共有人口763人，而人口密度為每平方千米0.37人。